# کوتسووو
کوتسووو (به بلغاری: Kutsovo) یک منطقهٔ مسکونی در بلغارستان است که در شهرستان چرنوچن واقع شده‌است.
 کوتسووو ۳٫۷۴ کیلومتر مربع مساحت و ۱۲ نفر جمعیت دارد.